# 延光
延光（えんこう）は、後漢の安帝劉祜の治世に行われた5番目の元号。
122年 - 125年。

## 出来事
- 元年3月：建光2年を延光元年と改元。
- 3年：西域長史班勇（班超の子）が西域諸族を従えていた北匈奴の呼衍王を破り、西域との連絡を復活。
- 4年3月：安帝崩御。少帝劉懿が即位。
- 4年10月：少帝崩御。
- 4年11月：順帝劉保が即位。

## 西暦・干支との対照表
| 延光 | 元年  | 2年   | 3年   | 4年   |
| 西暦 | 122年 | 123年 | 124年 | 125年 |
| 干支 | 壬戌  | 癸亥  | 甲子  | 乙丑  |